# Pメール
Pメール（ピーメール）は、ウィルコム（旧・DDIポケット）が提供していた文字送信システム（SMS）である。
電話番号を使用し音声端末同士で直接送受信でき、半角カナ及び半角英数字と絵文字が20文字まで送受信できた。

## 概要
1996年11月20日に開始し国内でのSMSの先駆け、ポケベルの代替として絵文字が使えることもあり、「ピッチ」の通称で呼ばれたPHSとともに、女子高生を中心に一時大ブレイクした。
ウィルコムのライトメール及び同様のサービスであるドコモPHSのきゃらトーク、アステルのAメールプラス、旧DDIセルラー（旧・DDIセルラー電話グループ。現・KDDI。）のたのしメールとも互換性があり、異なるキャリア間で相互に送受信ができる。
送信料金は当初は20円（一秒程度の通話と同料金）であったが、10秒以内の料金が10円に値下げされるのと同様に値下げされた。
また、一部の端末機種ではPメールにアニメーションアイコンやフレームなどの装飾を付けることが可能。
旧DDIポケット時代から「Pメール一斉送信」や「Pメール非対応電話機（固定電話、公衆電話等）からのPメール送信」などのサービスもあったが、これらは2004年9月30日に停止した。
また、その後ウィルコムの主力音声端末となったAIR-EDGE PHONEにはPメールの送信機能は搭載されていないが、基本的には上位互換を持つライトメール機能によりPメールの送受信が可能な端末が多い。なお、京セラ製の端末など、一部非対応のものもある。ライトメール方法だと、Pメールのみ対応・ライトメール非対応の機種に送信する際、半角20文字以上の文章や全角文字を送信すると受信側の端末では通常通話として着信する。また、Pメール非対応の端末ではいずれも通常通話として着信した。

## PメールDX
PメールDXは、ウィルコムが提供していた文字送信システム（SMS）である。Pメールとの違いは送受信はウィルコム間の端末に限定され、約1000文字の全角かな漢字・半角英数字・絵文字の送受信に対応していることである。端末によっては直送メール・DXメールと呼ばれるが、同じ物である。1998年6月1日に開始。
PメールDXでは、「手書き文字」（「テガッキー」等の文字電話対応端末による手書き文字の画像）や外付けカメラ「treva」により撮影した画像などのファイルを添付しての送受信も可能。MMSのはしりとも言える。
また、回線を接続保持した状態でリアルタイムにメールの送受信を行えるチャット通信などの機能にも対応していた。なお、接続中はデータ通信料金の時間課金で、ウィルコム定額プランでは無料。
AIR-EDGE PHONE以降の端末ではPメールDX・DXメールの送受信に対応しておらず、受信するとPIAFSデータ着信モードとなった。
なお、PメールDXを「PメールDXセンター」と言うDDIポケット（当時）の設備（電話番号）との間で送受信する形態でEメール送受信サービスが1998年12月1日に開始された。つまり、音声端末がEメール送受信に正式対応するまでの間はPメールDXセンターとのPメールDXのやり取りによりEメール送受信を実現していた。ウィルコムのキャリアメールアドレス「〜@pdx.ne.jp」「@xx.pdx.ne.jp」にその名残りをとどめていた。
また同時に、情報サービスとしてPメールDXセンターを経由してのコンテンツサービスが提供された。内部処理的には、PメールDXセンターから端末がコンテンツのPメールDXを受信する形態であった。
PメールDXセンターは、「H"」端末登場後にH"LINKセンターとして統合された。

## ライトメール
ライトメールは、ウィルコムが提供した文字送信システム（SMS）である。Pメールとの違いは、送受信はウィルコム間の端末に限定されることである。全角かな漢字が45文字まで、半角カナ及び半角英数字と絵文字で90文字まで送受信できた。AIR-EDGE PHONE以降の端末でも対応している。2000年6月1日に開始された。
Pメールと同様に、電話番号を使用してウィルコム端末同士で直接送受信できた。
またPメールと同様に、一部の端末機種ではPメールにアニメーション絵文字やフレームなどの装飾を付けることが可能。AIR-EDGE PHONE以降の端末ではフレーム装飾に対応していない。アニメーション絵文字については、AIR-EDGE PHONE以降の端末は基本的に対応している。ただし、AH-K3001V/WX300K/WX310K/WX320K/WX320KRなど京セラの端末ではこの装飾機能には対応していないものもある。だが2008年3月発売のWX330Kでは対応しており、現時点で発売されている機種のほとんどでアニメーション絵文字が使用可能となる。
WX11K・WX12K・WX04S・301JR・301KCについては、2014年10月1日以降、SMSの送受信にも対応された（デュアルモード機については、3G回線側で対応済みのため、PHS回線側では実施しない）。ただし、アップデート対応となるため、実施しない場合はライトメールの送受信となる（401KC以降の端末は、当初からSMS対応）。なお、送信側・受信側のいずれかがSMS非対応端末の場合は、ライトメールとして処理される（当然、この場合の携帯電話相互間は、送受信不可となる）。

## ライトEメール
ライトEメールは、ウィルコムが提供した短文Eメールの送受信システムである。2001年11月1日に開始され、2010年9月30日にサービスを終了した。
システム的には、ライトメールの送受信と同様のシステム（ISDN/UUS:User-to-User Signaling）を用いて送受信文字数を拡張している。そのためライトEメールに対応した機種のほか、従来のライトメール対応機種でも一定の書式によるライトメールを用いた送受信が可能。
従来のライトメール対応機種は送信が全角45文字（半角90文字）、受信が全角50文字（半角101文字）まで。なお、当初は受信も全角45文字（半角90文字）までだった。ライトEメール対応機種（拡張ライトEメール対応とも呼ばれる）は送信が全角103文字（半角207文字）、受信が全角123文字（半角246文字）まで可能となっている。なお、これらの文字数には送受信Eメールアドレス+改行の文字数も含まれる。
AIR-EDGE PHONE以降の端末では、ライトEメール（拡張版）対応機種はW-SIM機種の「WS001IN / "TT"」と「WS005IN / nico.」のみである。ただし、ライトメール対応機種であれば従来の方法で一定の書式によるライトメールを用いた送受信は可能である。